# Teres minor
Teres minor (Latin teres betyder 'rundet') er en smal, langstrakt muskel på rotatormanchetten.
| Anatomi | Spire Denne artikel om anatomi er en spire som bør udbygges. Du er velkommen til at hjælpe Wikipedia ved at udvide den. |